# Сніговець вірґінський
Сніговець вірґінський (Chionanthus virginicus) —  вид квіткових рослин роду сніговець родини маслинових; дерево, поширене в саванах і низовинах південного сходу Сполучених Штатів, від Нью-Джерсі на південь до Флориди та на захід до Оклахоми і Техасу.

## Зростання

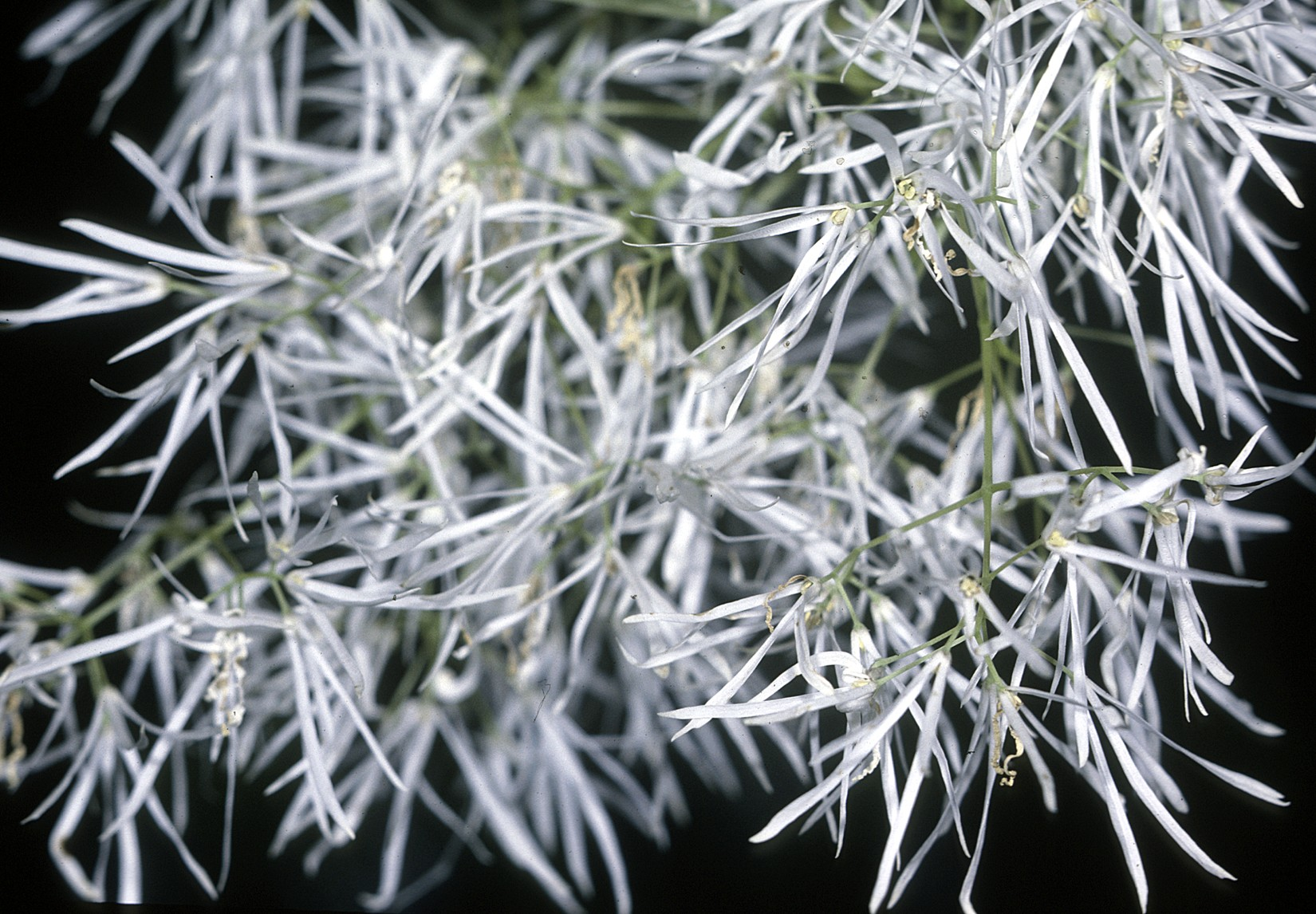
Квіти снігівцю вірґінського

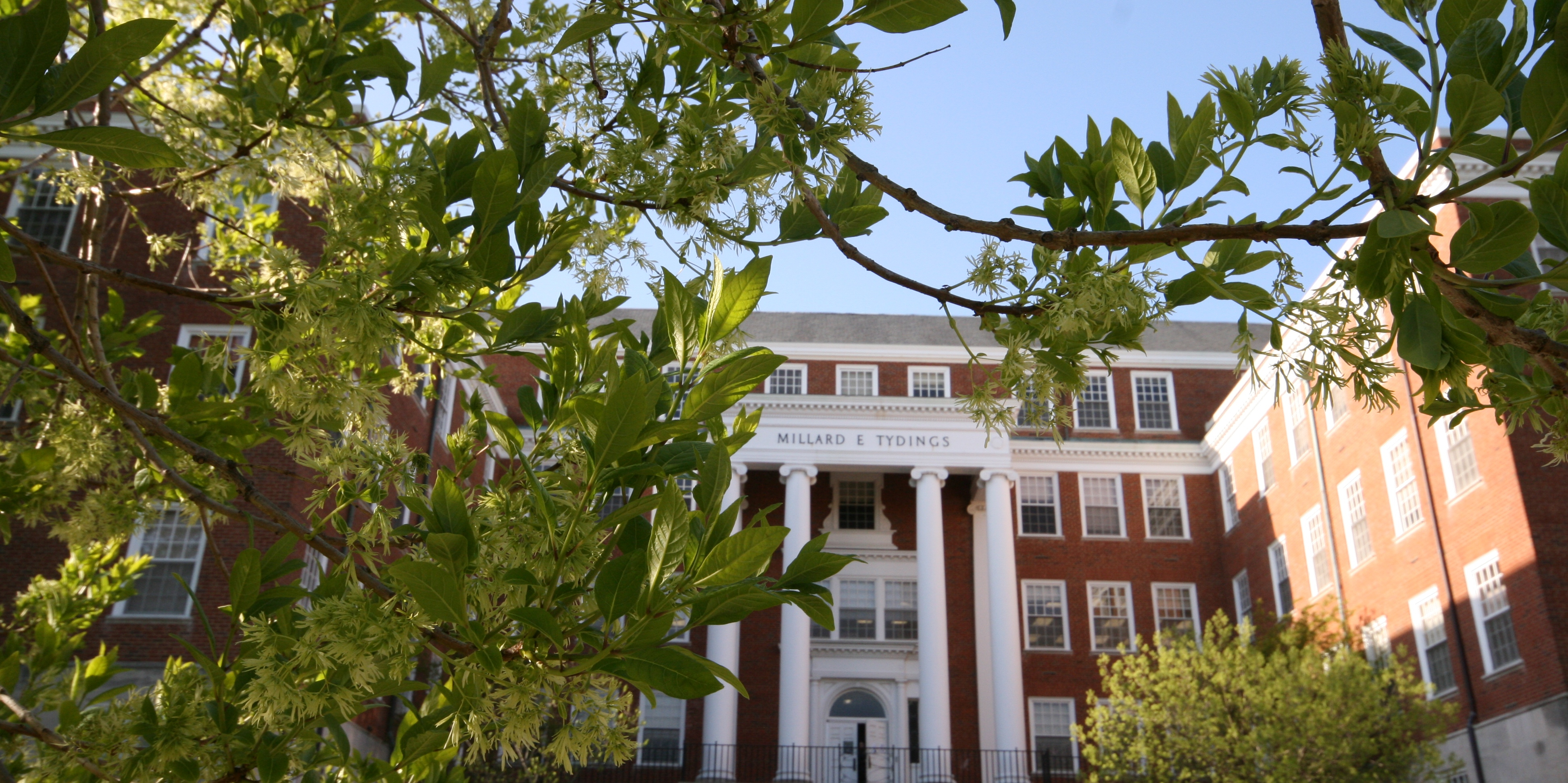
Будівля Тайдінґс у дендрарії та ботанічному саду Університету Меріленда зі сніговцем вірґінським (Chionanthus virginicus)

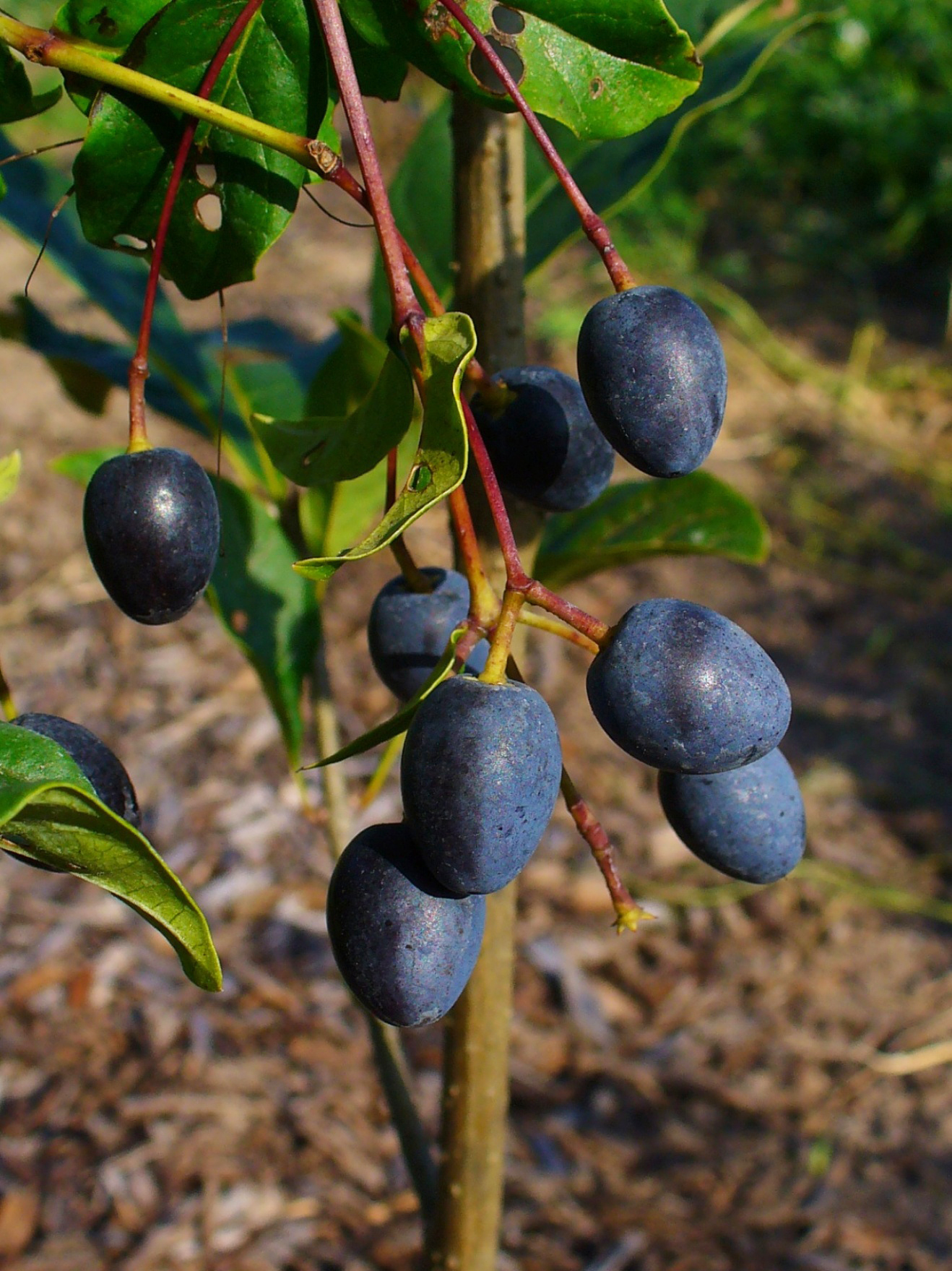
Плоди

Сніговець вірґінський — це листопадний чагарник або невелике дерево, що виростає до 10-11 м заввишки, хоча зазвичай менше. Кора луската, коричнева з червоним відтінком. Пагони снігівцю світло-зелені, спочатку опушені, пізніше стають світло-коричневими або помаранчевими. Пуп'янки світло-коричневі, яйцеподібні, загострені, 3 мм завдовжки. Листки супротивні, прості, яйцеподібні або довгасті, 7,5 до 20 см завдовжки та 2,5 до 10 см завширшки, з черешком 2 см. Листки цілокраї; зверху безволосі, а знизу дрібно опушені, особливо вздовж жилок; жовкнуть восени. Запашні  квіти мають чисто-білий, глибоко чотирилопатевий віночок, частки ниткоподібні, 1,5—2,5 см завдовжки і 3 мм вшир; вони утворюються в звисаючих пазушних волотях, завдовжки 10 до 25 см, коли листя наполовину виросло, в середині-кінці травня в Нью-Йорку, раніше на півдні.
Зазвичай рослина снігівцю вірґінського дводомна, хоча іноді рослини мають квіти обох статей. Плід — яйцеподібна темно-синя або фіолетова кістянка завдовжки 1,5—2 см, містять одну насінину (рідше дві-три), дозрівають у кінці літа до середини осені.

## Етимологія
Назву виду спочатку подавав Лінней як Chionanthus virginica, розглядаючи рід як жіночий; однак, відповідно до положень ICBN, рід правильно розглядається як чоловічий, тобто має закінчення virginicus. Інші англійські назви, які іноді використовуються в Аппалачах, включають Grancy Gray Beard і Old Man's Beard.

## Вирощування та використання
Хоча вид поширений на південному сході Сполучених Штатів, він витривалий на півночі та широко висаджується в садах, де екземпляри часто вирощуються з кількома стовбурами. Білі квіти найкраще видно знизу. Осіннє забарвлення — делікатне ясно-жовте, добре контрастує з калиною та вічнозеленими рослинами. Віддає перевагу вологому ґрунтові і захищеним місцям. Сніговець можна розмножувати щепленням на ясен (Fraxinus sp.). Деревина світло-коричнева, заболонь більш блідо-коричнева; важка, тверда і дрібнозерниста.

### Традиційне використання
Висушене коріння і кора використовувалися корінними американцями для лікування шкірних запалень. Подрібнену кору використовували для лікування виразок і ран.

## Загрози
У 2014 році було повідомлено, що рослини снігівцю вірґінського в Огайо були заражені смарагдовою вузькотілою златкою, комахою, що походить з Азії, і яка стала надзвичайно руйнівним інвазивним шкідником ясенів у Північній Америці. З тих пір златка була виявлена під корою снігівцю в Іллінойсі, Індіані, Огайо та Пенсільванії, що вказує дослідникам на те, що сніговець виступає хазяїном паразитарної смарагдової вузькотілої златки по всьому ареалу, де він збігається з ареалом ясена. Симптоми зараження включають відмирання крони та відростання дрібних пагонів нижче пошкодження златкою.

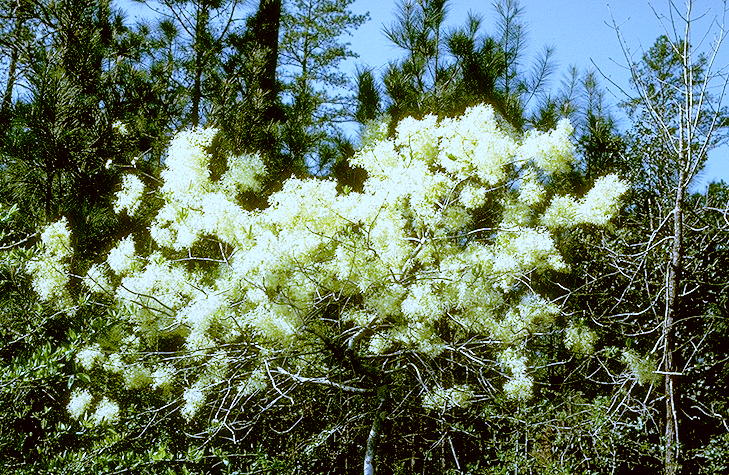
Квітучий кущ
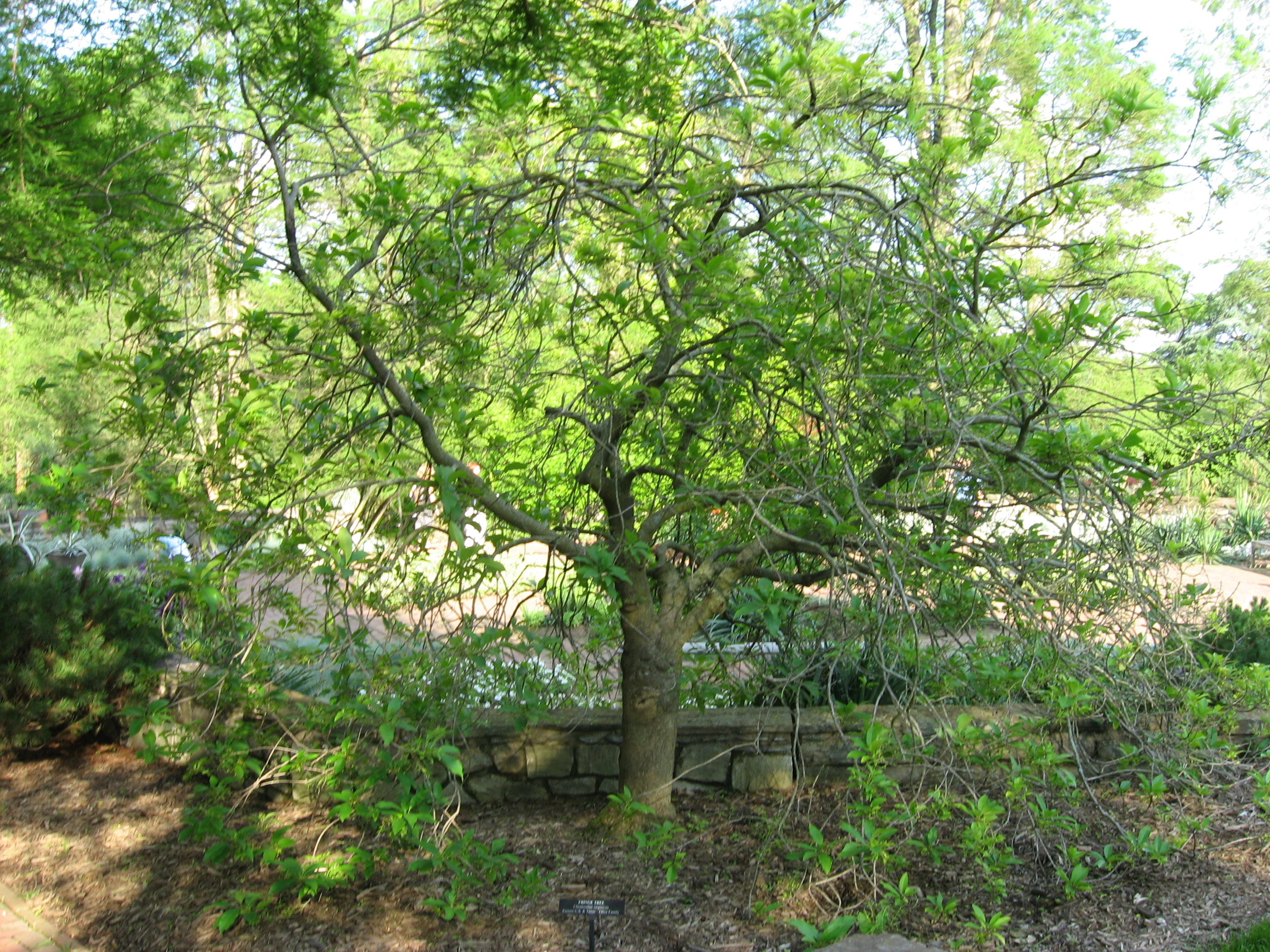
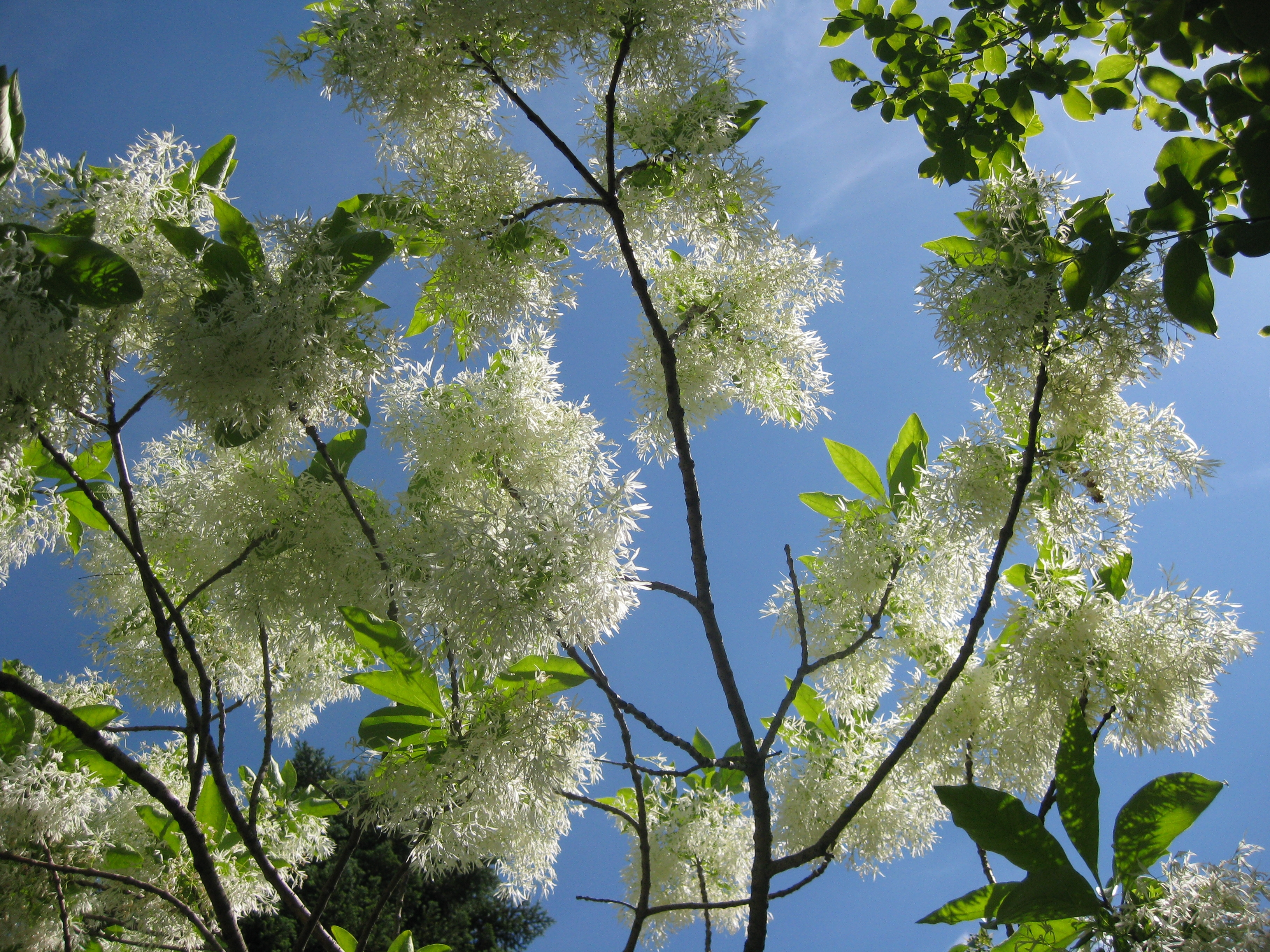
Квіти
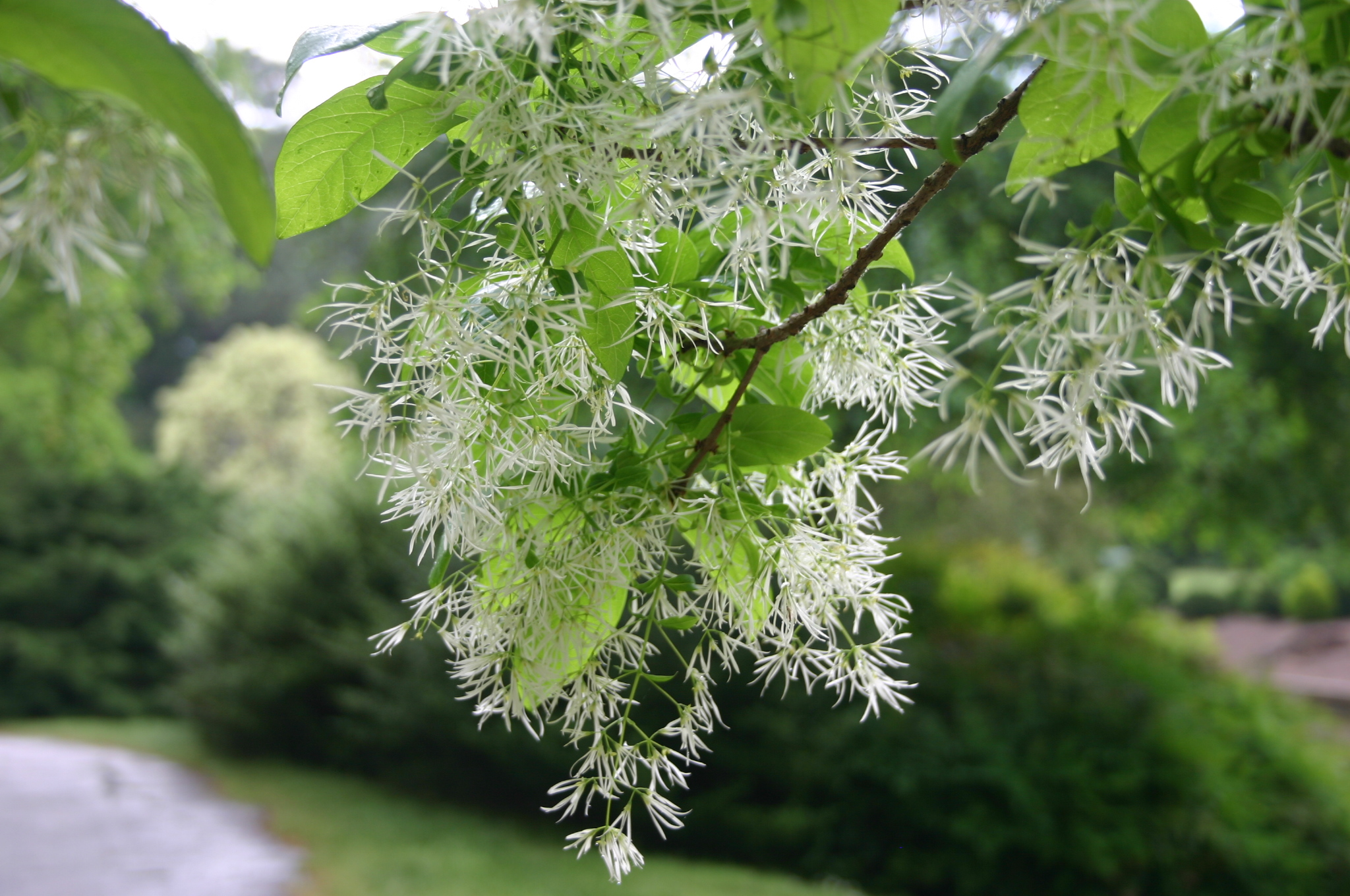